# 泉波镇
泉波镇，是中华人民共和国江西省上饶市广丰区下辖的一个乡镇级行政单位。

## 行政区划
泉波镇下辖以下地区：
七都社区、王家坞村、泉波村、边山村、鸿坛村、吉塘村、梧桐圩村和吟阳村。